# أفشين حاجي بور
أفشين حاجي بور (بالفارسية: أفشين حاجيبور)؛ (17 ديسمبر 1957) هو لاعب خط وسط إيراني متقاعد لعب مع نادي فولاد خوزستان، ونادي استقلال طهران، ونادي سباهان أصفهان.

## روابط خارجية
- أفشين حاجي بور على موقع قاعدة بيانات كرة القدم.إي يو (الإنجليزية)
- أفشين حاجي بور على موقع ناشيونال فوتبول تيمز (الإنجليزية)